# 薩拉特·普加里

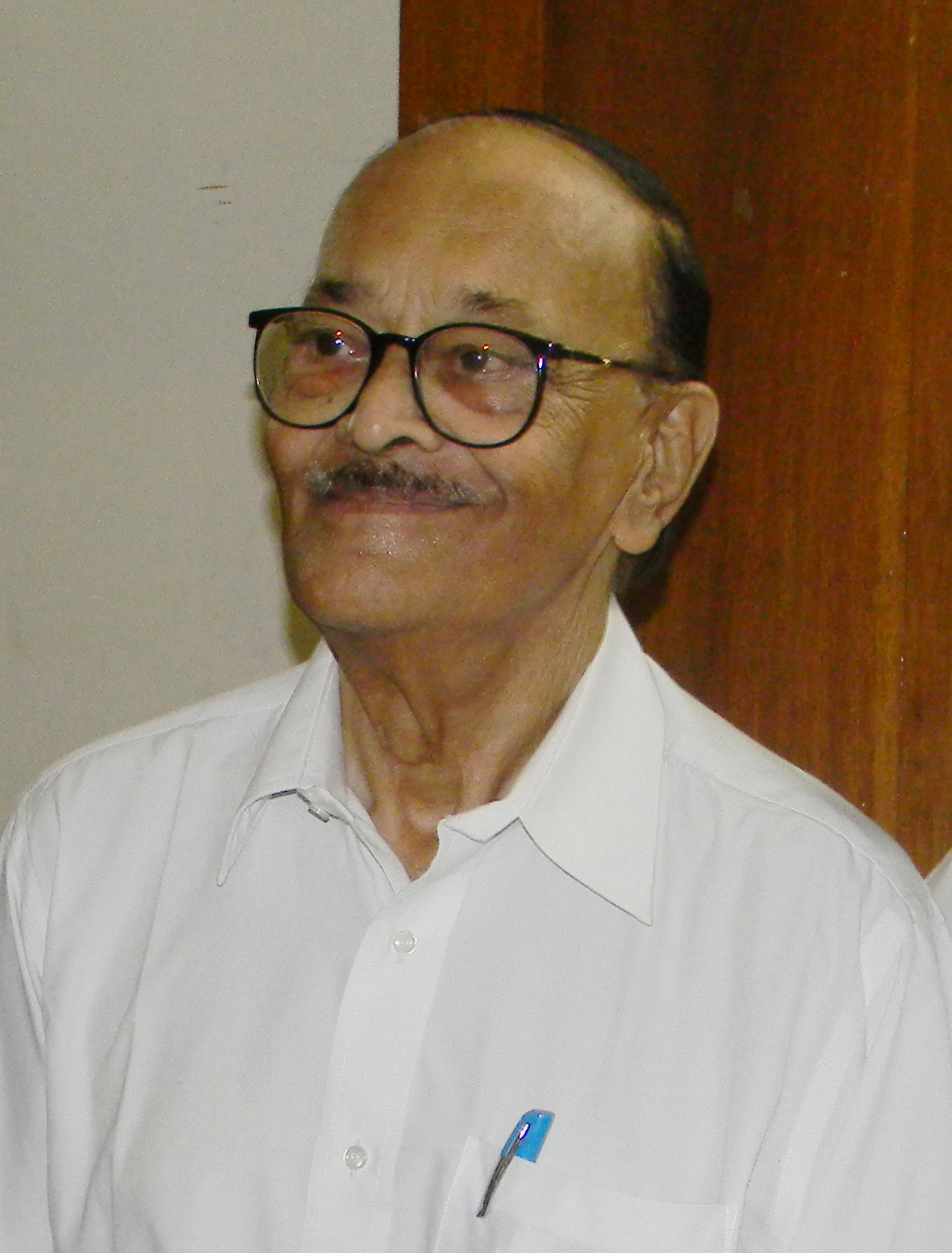
2012年的薩拉特·普加里

薩拉特·普加里（Sarat Pujari，1934年8月8日—2014年5月12日），是一名印度电影导演、演员和制片人。
2014年5月12日，他因心脏病死于布巴内什瓦尔的家中。